# Marcus Vinicius de Morais
Marcus Vinicius de Morais (sinh ngày 25 tháng 2 năm 1974) là một cầu thủ bóng đá người Brasil.

## Sự nghiệp câu lạc bộ
Marcus Vinicius de Morais đã từng chơi cho Albirex Niigata, Kawasaki Frontale, Tokyo Verdy và Yokohama F. Marinos.